# 冠婚葬祭部長
『冠婚葬祭部長』（かんこんそうさいぶちょう）は、1996年1月7日まで3月24日までTBS系「東芝日曜劇場」枠で放送されたテレビドラマ。主演は萩原健一。

## あらすじ
阪神・淡路大震災の復興プロジェクトで神戸に転勤していた明成ホームに勤める小山田竜平が東京の本社へUターンになり、人事異動で明成ホーム社内の冠婚葬祭を取り仕切る業務部に、部長代理として配属することを専務の桜田信彦に告げられ、かつての部下の石澤勝彦と共に勝手の違いや、上役・部下との反目を乗り越え、日常的かつ雑多な案件に体当たり奮闘する姿を描いたドラマ。

## キャスト
- 小山田竜平：萩原健一
- 小山田知子：浅田美代子
- 石澤勝彦：段田安則
- 神崎由美子：あめくみちこ
- 堀口加奈：三浦理恵子
- 武田裕一：春田純一
- 武藤真理子：池田有希子
- 小山田未央：遠藤久美子
- 小山田絵里子：篠原友紀
- 朝倉ひとみ：小田茜
- 緑川小夜子：中村あずさ
- 武藤清吉：石倉三郎
- 徳田つた子：岸田今日子
- 桜田信彦：津川雅彦

## スタッフ
- 脚本：清水有生
- 演出：浅生憲章、森山享、戸髙正啓、田澤保之
- プロデュース：浅生憲章、森山享
- 主題歌：萩原健一「泣けるわけがないだろう」
- 製作著作：TBS

## 放送日程
| 話数                                                       | 放送日  | サブタイトル        | 脚本     | 演出     | 視聴率 |
| ---------------------------------------------------------- | ------- | ------------------- | -------- | -------- | ------ |
| 第1話                                                      | 1月07日 | 竜平、丸ぼうず!?    | 清水有生 | 浅生憲章 | 15.8%  |
| 第2話                                                      | 1月14日 | 竜平、誘惑される!   | 清水有生 | 浅生憲章 | 20.7%  |
| 第3話                                                      | 1月21日 | 竜平、妻をうらぎる! | 清水有生 | 森山享   | 17.7%  |
| 第4話                                                      | 1月28日 | 竜平、娘をなぐる!   | 清水有生 | 森山享   | 16.2%  |
| 第5話                                                      | 2月04日 | 葬儀屋の花嫁        | 清水有生 | 田澤保之 | 14.4%  |
| 第6話                                                      | 2月11日 | 課長サンの危機      | 清水有生 | 戸髙正啓 | 15.6%  |
| 第7話                                                      | 2月18日 | ネコの葬式?         | 清水有生 | 戸髙正啓 | 17.5%  |
| 第8話                                                      | 2月25日 | 隠し子、現わる!     | 清水有生 | 浅生憲章 | 16.5%  |
| 第9話                                                      | 3月03日 | 正しいお見合い      | 高村夏樹 | 戸髙正啓 | 17.6%  |
| 第10話                                                     | 3月10日 | 竜平バクハツ!       | 森髙遥   | 戸髙正啓 | 14.2%  |
| 第11話                                                     | 3月17日 | 運命の社葬          | 森髙遥   | 浅生憲章 | 17.7%  |
| 最終話                                                     | 3月24日 | 別れ                | 森髙遥   | 森山享   | 17.3%  |
| 平均視聴率 16.8%（視聴率は関東地区・ビデオリサーチ社調べ） |         |                     |          |          |        |